# Josh Awotunde
Josh Olayinka Awotunde (* 12. Juni 1995 in Lanham, Maryland) ist ein US-amerikanischer Leichtathlet, der sich auf das Kugelstoßen spezialisiert hat. 2022 gewann er bei den Weltmeisterschaften in Eugene die Bronzemedaille.

## Sportliche Laufbahn
Josh Awotunde wuchs in Franklinville in New Jersey auf und studierte von 2014 bis 2018 an der University of South Carolina und wurde im letzten Jahr NCAA-Collegemeister im Kugelstoßen. 2019 nahm er an den Panamerikanischen Spielen in Lima teil und belegte dort mit einer Weite von 19,04 m den neunten Platz. 2021 siegte er mit 21,00 m beim 34. Meeting Città di Padova und im Jahr darauf belegte er bei den Hallenweltmeisterschaften in Belgrad mit 21,70 m den fünften Platz. Im Juli gewann er dann bei den Weltmeisterschaften in Eugene mit 22,29 m im Finale die Bronzemedaille hinter seinen Landsleuten Ryan Crouser und Joe Kovacs. 2023 schied er bei den Weltmeisterschaften in Budapest mit 19,98 m in der Qualifikationsrunde aus.

## Persönliche Bestleistungen
- Kugelstoßen: 22,29 m, 17. Juli 2022 in Eugene
  - Kugelstoßen (Halle): 21,74 m, 27. Februar 2023 in Spokane